# Pyramidy (Terry Pratchett)
Pyramidy (anglicky Pyramids) jsou humoristická fantasy kniha Terryho Pratchetta, sedmá ze série Zeměplocha.

## Obsah
Hlavní postavou je Těpic, princ malého království Mžilibaba. Mladý Těpic je již několik let vyučován v cechu vrahů v Ankh-Morporku. Poté, co složí závěrečnou zkoušku, zjišťuje, že jeho otec zemřel a on se musí vrátit do svého království. Jako první mžilibabský král nevychováván v rodné zemi způsobí řadu problémů, mimo jiné, když zjistí, že obří pyramida postavená k památce jeho otce slouží vlastně ke změně toku času a umožňuje mumiím uloženým v pyramidě zpomalit čas tak, aby vlastně žily téměř věčně.